# بينو إيكمان
بينو إيكمان هو عالم رياضيات سويسري وُلد في يوم 31 مارس عام 1917 في مدينة زيوريخ كان طالبًا لدى هاينز هوف، وتُوفي في 25 نوفمبر عام 2008.

## حياته
ولد بينو إيكمان في برن، وحصل على درجة الماجستير من المعهد الفدرالي السويسري للتكنولوجيا في زيورخ في عام 1939، وفي وقت لاحق درس هناك تحت إشراف هاينز هوف للحصول على درجة الدكتوراة في عام 1941. وحصل بينو إيكمان على وسام ألبرت أينشتاين عام 2008.

## تراثه
تخليدًا لاسمه وتيمنًا به تم إطلاق اسمه علي بعض المعادلات الرياضية مثل معادلة «كالابي-إيكمان» وثنائية «إيكمان-هيلتون» ونظرية «إيكمان-هيلتون» وأطروحة «شابيرو-إيكمان»

## عائلته
لدي بينو إيكمان ابن اسمه جين بيير إيكمان وهو أيضًا عالم فيزياء ورياضيات.

## روابط خارجية
- بينو إيكمان في شجرة علماء الرياضيات
- Biography of Beno Eckmann